# São Sebastião
São Sebastião este un oraș în statul Alagoas (AL) din Brazilia.